# Câinele din Baskerville (film din 1939)
Câinele din Baskerville (în engleză The Hound of the Baskervilles) este un film de mister din 1939 regizat de Sidney Lanfield, cu Basil Rathbone în rolul lui Sherlock Holmes și Nigel Bruce ca Dr. Watson, primul din cele paisprezece astfel de filme în care a fost implicată perechea de actori. În alte roluri au interpretat Richard Greene ca Henry Baskerville și  Wendy Barrie ca Beryl Stapleton. A fost produs și distribuit de  20th Century Fox. Fox nu era sigură de potențialul unui film despre Sherlock Holmes, așa că Richard Greene a fost cap de afiș și nu Basil Rathbone.
Este printre cele mai cunoscute adaptări cinematografice ale cărții Câinele din Baskerville de Sir Arthur Conan Doyle și este adesea considerată una dintre cele mai bune.
Câinele din Baskerville marchează primul dintre cele paisprezece filme cu Sherlock Holmes, cu Rathbone și Bruce în rolul lui Holmes și, respectiv, Watson. Este, de asemenea, notabil ca cel mai vechi film cunoscut cu Sherlock Holmes care are loc în perioada victoriană a poveștilor originale. Toate filmele anterioare cunoscute cu Holmes, până la (și inclusiv) seria de filme britanice din anii 1930, cu Arthur Wontner în rolul lui Holmes, au fost actualizate într-un cadru contemporan lansării filmelor.

## Prezentare
Sherlock Holmes (Basil Rathbone) și Dr. John H. Watson (Nigel Bruce) sunt vizitați de Dr. James Mortimer (Lionel Atwill), care dorește să-i consulte înainte de sosirea lui Sir Henry Baskerville (Richard Greene), ultimul din membrii familiei Baskerville, moștenitorul moșiei Baskerville din Devonshire.
Dr Mortimer este îngrijorat să-l lase pe Sir Henry să meargă la Baskerville Hall, din cauza unui presupus blestem al familiei. El le spune lui Holmes și Watson legenda câinelui din Baskerville, un câine demonic care l-a ucis pentru prima dată pe Sir Hugo Baskerville (Ralph Forbes) cu câteva sute de ani în urmă (prezentat în flashback) și se crede că i-a ucis pe toți din familia Baskerville din regiunea Devonshire.
Holmes respinge această idee ca pe un basm, dar Mortimer povestește evenimentele morții recente a celui mai bun prieten al său, Sir Charles Baskerville, unchiul lui Sir Henry. Deși a fost găsit mort în grădina lui, fără nicio urmă de vătămare fizică, fața lui Sir Charles a fost distorsionată de parcă ar fi murit de groază totală, din cauza insuficienței cardiace. Numai el a observat urme de pași la o oarecare distanță de cadavru când a fost găsit; erau semnele labelor unui câine uriaș.
Holmes decide să-l trimită pe Watson la Baskerville Hall împreună cu Sir Henry, susținând că este prea ocupat pentru a-i însoți el însuși. Sir Henry începe să aibă sentimente romantice pentru Beryl Stapleton (Wendy Barrie), sora vitregă a vecinului său Jack Stapleton (Morton Lowry), un naturalist local. Între timp, un criminal maniac pe nume Selden (Nigel De Brulier), care a evadat din închisoarea Dartmoor, pândește pe mlaștină. 
Holmes își face în cele din urmă apariția, ascunzându-se în apropiere de ceva timp, făcând propria sa investigație. O scenă eficientă, care nu apare în cartea originală, are loc atunci când Watson și Sir Henry participă la o ședință de spiritism susținută de doamna Mortimer (Beryl Mercer). Într-o transă, ea întreabă: „Ce s-a întâmplat în noaptea aceea în mlaștină, Sir Charles?” Singurul răspuns este un urlet singuratic, posibil al unui câine. După ce înșelăciunea este dezvăluită inteligent de Holmes, acesta presupune că adevăratul criminal este Stapleton, un văr de mult pierdut al familiei Baskerville, care speră să- revendice pentru el vasta lor avere după ce i-a îndepărtat pe toți ceilalți moștenitori.
Stapleton a crescut un câine uriaș, pe jumătate înfometat, vicios (interpretat de un câine mare danez) dresat să atace membri individuali ai familiei Baskerville după expunerea sa prelungită la mirosul lor. Cu toate acestea, când câinele este trimis în sfârșit să-l omoare pe Sir Henry Baskerville, Holmes și Watson ajung la timp să-l salveze. Ei ucid câinele. Stapleton îl prinde apoi pe Holmes în adăpostul subteran al câinelui și îl trimite pe Watson în mlaștină să-l întâlnească pe Holmes. Holmes își croiește drumul din adăpostul subteran și se întoarce în casă unde distruge otrava pe care Stapleton tocmai a dat-o rănitului Baskerville. Stapleton trage cu arma și fuge. Holmes spune amenințător: „Nu va ajunge prea departe. Am pus polițiști de-a lungul drumurilor și singura altă cale este să traverseze Grimpen Mire”. Holmes este lăudat pentru munca sa în acest caz, apoi pleacă.

## Diferențe față de carte
Romanul începe pe Baker Street (unde Holmes și Watson studiază bastonul lui Mortimer), în timp ce filmul începe cu moartea lui Sir Charles și o discuție despre circumstanțele morții.
În roman, Laura Lyons (fiica lui Frankland) este un personaj destul de important, dar ea nu este menționată în film.
În roman, Jack Stapleton este căsătorit cu Beryl Stapleton și se preface că este doar fratele ei. În film, Miss Stapleton este într-adevăr sora lui Jack.
Romanul nu o menționează pe doamna Mortimer, nici pe doamna Hudson.

## Distribuție

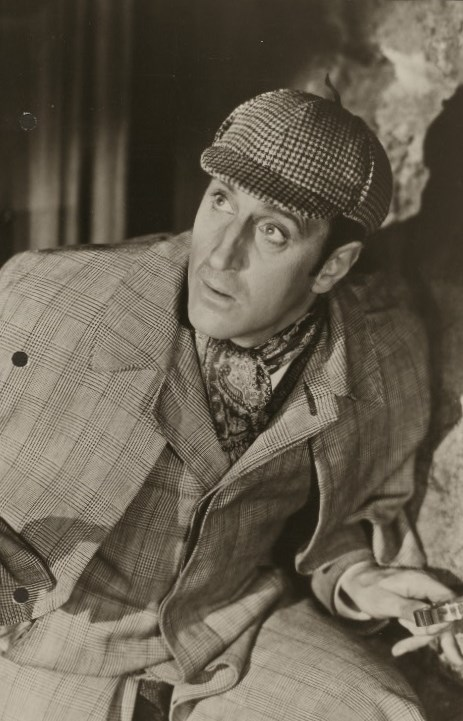
Basil Rathbone ca Sherlock Holmes

- Richard Greene - Sir Henry Baskerville
- Basil Rathbone - Sherlock Holmes
- Wendy Barrie - Beryl Stapleton
- Nigel Bruce - Dr John H. Watson
- Lionel Atwill - Dr James Mortimer
- John Carradine - Barryman, butler
- Morton Lowry - John (Jack) Stapleton
- Eily Malyon - Mrs Barryman
- Barlowe Borland - Frankland
- Beryl Mercer - Mrs Jennifer Mortimer
- Ralph Forbes - Sir Hugo Baskerville (în secvență flashback)
- E. E. Clive - Cabby in London
- Lionel Pape - Coroner
- Nigel De Brulier - Convict (ca Nigel de Brulier)
- Mary Gordon - Mrs Hudson
- Ian Maclaren - Sir Charles

## Recepție
Într-o recenzie contemporană, Monthly Film Bulletin a descris filmul ca o „versiune cinematografică excelentă” a romanului” menționând că elementele filmului „sustin suspansul până în punctul culminant captivant” și că „atmosfera este extrem de bine concepută”. Basil Rathbone și Nigel Bruce au fost lăudați pentru rolurile lor, în timp ce „doar Wendy Barrie pare lipsită de viață în rolul lui Beryl într-o distribuție care este uniform bună.”

### Premii și onoruri
Recunoaștere a Institutului American de Film
- 2001 - AFI's 100 Years...100 Thrills - nominalizare
- 2003 - AFI's 100 Years...100 Heroes & Villains:
  - Sherlock Holmes și Dr. Watson - Eroi nominalizați
- 2008 - AFI 10 top 10 - Film de mister - nominalizare